# Јасик (Чаглин)
Јасик је насељено место у општини Чаглин, у Славонији, Република Хрватска.

## Историја
До нове територијалне организације место је припадало бившој великој општини Славонска Пожега.

## Становништво
Насеље је према попису становништва из 2011. године имало 2 становника.
| Националност       | 1991.       |
| Срби               | 15 (78,94%) |
| Хрвати             | 3 (15,78%)  |
| Југословени        | 1 (5,26%)   |
| остали и непознато | 0           |
| Укупно             | 19          |